# Nikolaus von Manteuffel
Nikolaus Baron von Manteuffel gen. Szoege (* 11. September 1870 in Dserwen bei Libau; † 17. Dezember 1933 in Hamburg) war ein kurländischer Rittergutsbesitzer und Politiker.

## Leben
Nikolaus von Manteuffel war Sohn des Garde-Rittmeisters und Erbherrn auf Dserwen Nikolai von Manteuffel und der Mathilde geb. Gräfin Lambsdorff. Nach dem Besuch des Gymnasiums in Goldingen studierte er Rechtswissenschaften und Landwirtschaft an der Georg-August-Universität Göttingen, der Ruprecht-Karls-Universität Heidelberg und der Rheinischen Friedrich-Wilhelms-Universität Bonn bzw. der Landwirtschaftlichen Hochschule Poppelsdorf. 1889 wurde er Mitglied des Corps Saxonia Göttingen, des Corps Saxo-Borussia Heidelberg und des Corps Borussia Bonn. Er war neben Ernst von Gustedt der einzige Angehörige aller drei Corps des Weißen Kreises. Manteuffel wurde Herr auf Dserwen. Er war Kaiserlicher russischer Kammerjunker, Ehrenfriedensrichter, Kreismarschall des Grobinschen Kreises und residierender Kreismarschall in Mitau. Er beteiligte sich in der Baltischen Landeswehr an den Kämpfen gegen die Bolschewiki. Nach dem Ersten Weltkrieg  seiner Ländereien enteignet, lebte er in Hamburg.